# قحطی کره شمالی

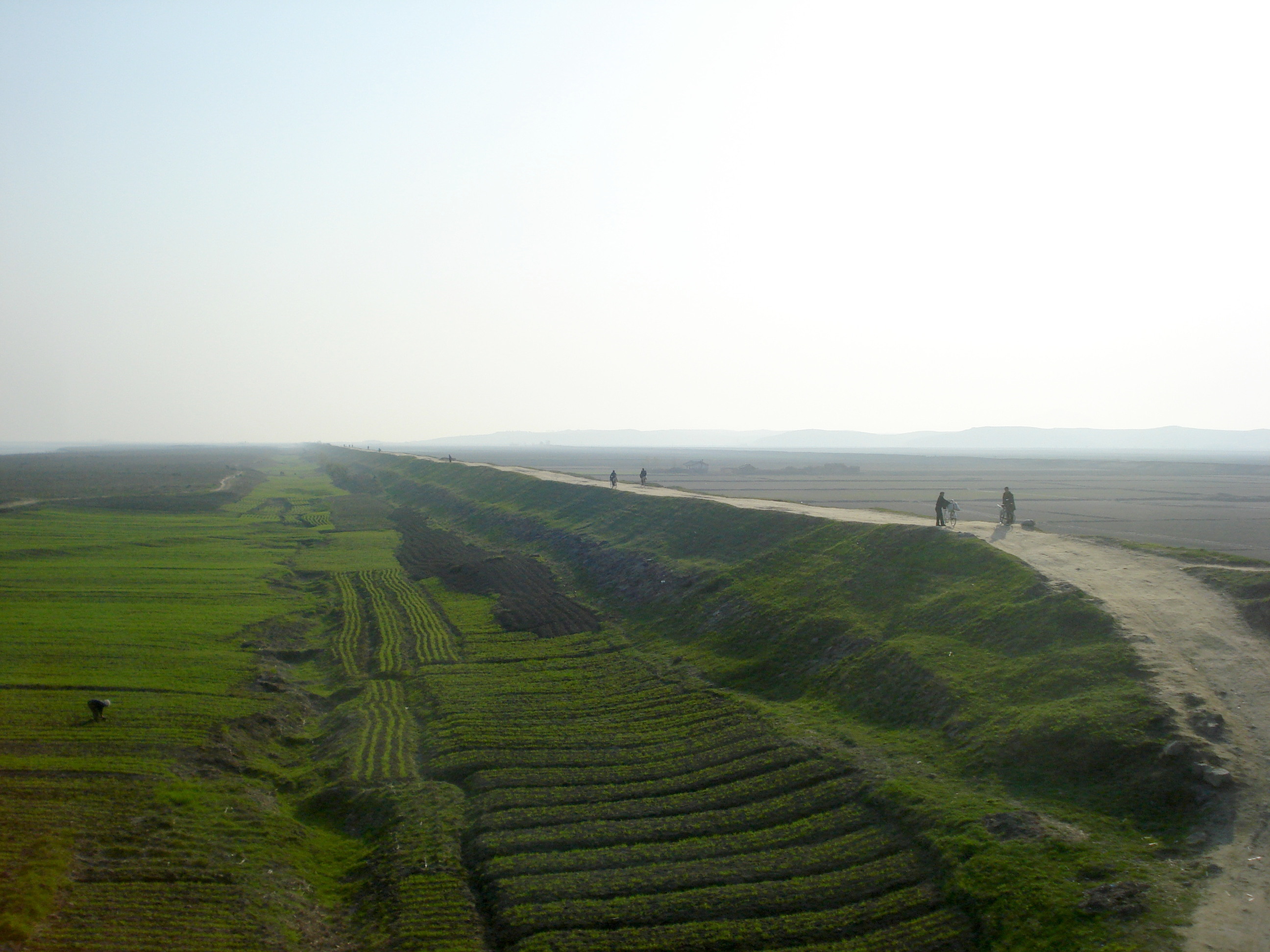
مزارع برنج کره شمالی

قحطی کره شمالی (به کره‌ای: 조선기근)، همچنین به‌عنوان راهپیمایی طاقت فرسا یا راهپیمایی رنج (고난의 행군) نیز شناخته می‌شود، دوره‌ای از گرسنگی دسته‌جمعی همراه با یک بحران اقتصادی عمومی از سال ۱۹۹۴ تا ۱۹۹۸ در کره شمالی بود. قربانیان اصلی این قحطی کودکان بودند. 
در این مدت فرار از کره شمالی به‌ویژه به چین افزایش یافت که در اواخر دورهٔ قحطی به اوج خود رسید.
قحطی ناشی از عوامل مختلفی بود. سوءمدیریت اقتصادی و از دست دادن حمایت اتحاد جماهیر شوروی منقرض شده، باعث شد که تولید و واردات مواد غذایی به سرعت کاهش یابد. یک رشته سیل و خشکسالی نیز بحران را تشدید کرد. دولت کره شمالی و سیستم مرکزی برنامه‌ریزی شدهٔ آن برای کاهش مؤثر فاجعه، بسیار آسیب‌پذیر بودند و منفعل عمل کردند.
از سال ۲۰۲۰ به این سو قحطی در کره شمالی به شکل جدی‌تری خود را نمایان کرده‌است.